# Лазоришинец, Василий Васильевич
Василий Васильевич Лазоришинец (укр. Василь Васильович Лазоришинець; род. 25 мая 1957, село Сокирница) — украинский кардиохирург, директор Института Амосова, медицинский чиновник.

## Биография
Родился 25 мая 1957 года в селе Сокирница Закарпатской области.
В 1979 году являлся медицинским работником хирургического отделения клинической больницы № 12 (Киев).
В 1980 году стал выпускником Киевского медицинского института им. А. А. Богомольца по специальности «лечебное дело». Свою первую хирургическую операцию (операцию аппендэктомии) сделал ещё студентом-шестикурсником, под наблюдением опытного хирурга Адольфа Ганзина.
1980 — ноябрь 1982 гг. — врач патологоанатомического отделения Черниговской областной больницы.
Ноябрь 1982 — август 1984 — секретарь комитета комсомола Черниговской областной больницы.
Август 1984—1987 гг. — врач-хирург, сосудистый хирург Черниговской областной больницы.
1987—1989 гг. — клинический ординатор по специальности «Кардиохирургия» Киевского НИИ сердечно-сосудистой хирургии № 2.
В 1989 году являлся младшим научным сотрудником лаборатории искусственного кровообращения Киевского НИИ сердечно-сосудистой хирургии, а затем — младшим научным сотрудником отделения врожденных пороков сердца Киевского НИИ сердечно-сосудистой хирургии.
1992—2003 гг. — заведующий отделением врождённых пороков сердца у детей раннего возраста Института сердечно-сосудистой хирургии им. Н. М. Амосова АМН Украины. В течение первого года на должности отделение покинуло 8 опытных специалистов, взамен пришли начинающие хирурги.
В марте-июне 2003 года — заместитель директора по лечебной работе Института сердечно-сосудистой хирургии им. Амосова АМН Украины.
Июнь 2003 — февраль 2004 гг. — заместитель директора по научной работе Института сердечно-сосудистой хирургии им. Амосова АМН Украины.
Февраль 2004 — январь 2008 гг. — глава лечебно-организационного управления Академии медицинских наук Украины.
Организовал передачу Института онкологии АМН Украины из юрисдикции Академии медицинских наук (подчинение КМУ) в руки МОЗ Украины (подчинение министра, назначенного по квоте президента). Новое юридическое лицо получило название Национальный институт рака. Директором стал Игорь Щепотин, в наблюдательный совет вошли депутат В. Карпук (НУНС), М. Радуцкий (клиника Борис), Б. Литовский (фармпроизводитель), и сам В. Лазоришинец.
Январь 2008 — сентябрь 2009 — заместитель Министра здравоохранения Украины. Назначен по квоте президента Ющенко.
Сентябрь 2009 — сентябрь 2010 — первый заместитель Министра здравоохранения Украины.
Одной из первых поездок замминистра стал визит в Закарпатскую обладминистрацию — для решения финансовых проблем местного здравоохранения.
Баллотировался в Закарпатье в народные депутаты от партии «УДАР», совместно с представителями группы Балоги. Использовал мощности Института Амосова в предвыборной агитации.
Во время работы на должности был назначен главой Штаба по борьбе со «свиным» гриппом.
Был замешан в скандале с закупкой препарата Тамифлю по значительно завышенной цене (251 гривен вместо рыночной цены 67 гривен), и с исчезновением значительной части партии. Все документы тогда подписывал заместитель министра Валерий Бедный, однако согласно оценкам журналистов-расследователей и экспертов Transparency International закупками Тамифлю по завышеным ценам у фирмы «Ганза» занимался непосредственно В. Лазоришинец. О своей вовлечённости в процесс закупок он неоднократно заявлял прессе.
Уход с должности В. Лазоришинца совпал с назначением заместителя министра Владлены Дубининой, заместительницы ректора Одесского медицинского университета Валерия Запорожана, который является также вице-президентом Национальной академии медицинских наук и тесно контактировал с В. Лазоришинцем.
2010—2014 гг. — начальник лечебно-организационного управления Академии медицинских наук Украины.
16 апреля — 8 октября 2014 года — заместитель Министра здравоохранения Украины — руководитель аппарата.
8 апреля 2014 г. — 1 октября 2014 г., 2 декабря — 24 декабря 2014 — первый заместитель Министра здравоохранения Украины.
1 октября — 2 декабря 2014 г. — вр .и. о. Министра здравоохранения Украины. Назначение совпало с восстановлением Министерством здравоохранения работы по закупке препаратов. Под предлогом упрощения ввоза препаратов для нужд бойцов АТО была отменена сертификация GMP для наиболее часто закупаемых на тендерах фармацевтических групп (туберкулез, ВИЧ-СПИД, онкологические заболевания и т. д.). Многие журналисты-расследователи опубликовали данные, что тендеры разыгрывались внутри группы связанных компаний, в неконкурентной среде, с отстранением дешевых производителей и завышением цен в 2,5 раза. В результате тендеров победили те же компании, что и во времена правления президента Януковича.
Также В. Лазоришинец оказался фигурантом скандала с оформлением задним числом временного запрета украинского препарата Альфапег, являвшегося более экономичным аналогом для пациентов с диагнозом гепатита С. За день до сдачи полномочий вр. и. о. министра Лазоришинец подписал передачу Одесской городской больницы № 9 в управление ректором Одесского медицинского университета В. Запорожаном, отмеченным в давних отношениях по Национальной академии медицинских наук. Решение подверглось критике, поскольку противоречило закону о моратории на медицинскую реформу, и укрепляло сеть университетских клиник, подозреваемых в системной коррупции. Позднее СБУ сообщило о раскрытии коррупционной схемы в этой сети университетских клиник.
2015 год — начальник лечебно-организационного управления Академии медицинских наук Украины.
1 ноября 2015 года назначен и. о. директора Института сердечно-сосудистой хирургии им. Амосова
19 января 2016 года стал директором Института сердечно-сосудистой хирургии им. Амосова.
Процедура избрания на должность подверглась критике и была названа получением В. Лазоришинцем неправомерной выгоды в виде голосов академиков НАМН. Результатам журналистских расследований было противопоставлено наличие наград за активную работу в зоне АТО в Восточных областях Украины. Расследование антикоррупционных активистов показало, что заслуги были сфальсифицированы. Сам В. Лазоришинец подтвердил, что не оперировал в зоне АТО, но считает объём своих заслуг достаточным для награды. В приведенном перечне достижений были названы координирующие заседания представителей разных ведомств в Киеве, семинары по обмену опытом, пятиразовый выезд в тыловые города зоне АТО для встреч с руководителями служб. Из заслуг, выходящих за рамки представительской деятельности вр.и. о. министра, назывались осмотры детей с врожденной патологией. Непосредственно консультантом помощь им не оказывалась, для этого они перенаправлялись в Киев.
Начало работы на должности оказалось связано со скандалом по получению преференций власти в виде приостановки расследования Генпрокуратуры по коррупционным деяниям на посту вр. и. о. министра.
Для этого В. Лазоришинец использовал служебное положение, чтобы поступившему в Институт им. Амосова с жалобами на боли в сердце арестованному оппозиционному лидеру Геннадию Корбану было выдано медицинское заключение об удовлетворительном состоянии здоровья. Заключение подверглось критике со стороны правозащитников и журналистов, и стало основанием для перевоза арестованного из лечебного учреждения на судебное заседание. Сам Василий Лазоришинец оправдывает свои действия буквой закона. Наличие или отсутствие медицинских показаний для выписки не комментирует, о допуске других врачей для коллегиальности решения не заявляет.
Как сообщали до вступления в должность журналисты-расследователи, директор Института Амосова — влиятельная должность, автоматически ведущая к занятию поста главы Ассоциации кардиохирургов Украины, получения контроля над единственным в стране учёным советом по защите диссертаций по кардиохирургии и единственной в стране кафедрой, на которой проходят аттестацию и переаттестацию все сердечные хирурги.
Является депутатом Закарпатского областного совета от политической партии «Единый Центр».

## Научная деятельность
- 1995 — диссертация на соискание учёной степени кандидата медицинских наук.
- 2002 — доктор медицинских наук.
- 2003 — учёное звание профессора.
- 2010 — член-корреспондент АМН Украины.

Основные научные публикации относятся к периоду работы на должности первого заместителя министра здравоохранения: «How to predict the enability of atrial septal communication during the 11/2 ventricle repair» (2010); «Hypertrophic obstructive cardiomyopathy: different approaches for treatment» (2010); «Хирургическое лечение дефекта межжелудочковой перегородки у пациентов с пограничными состояниями, обусловленными 100 % легочной гипертензией и высокой резистентностью легочных артериальных сосудов» (2009); «Хірургічне лікування дефекту міжпередсердної перегородки у дорослих пацієнтів, що ускладнений тріпотінням та/або фібриляцією передсердь» (2010).

## Деятельность в бизнесе
Является соучредителем научно-производственного центра «Дитя и сердце», благотворительного фонда «Детские сердца» и адвокатской фирмы «Юрекс». Также ему принадлежит частная «Клиника новых технологий», аптека и столовая на территории Института Амосова.

## Коррупционные скандалы

### Акция Макдональдс «Ладошка счастья»
Осенью 2015 года Институт Амосова вместе с компанией Макдональдс провели благотворительную акцию «Ладошка счастья». В результате акции было собрано 3 540 228 гривен. На эти средства планировалось закупить наркозный аппарат для Института сердечно-сосудистой хирургии им. М. Амосова, в то время как два именно таких аппарата стоимостью 165 тысяч долларов США были уже закуплены в конце 2012 года. Многие высокотехнологические приборы при этом продолжали уже несколько лет храниться в подвалах Института в ящиках.

### Томографы
В Национальном институте сердечно-сосудистой хирургии Амосова НАМН Украины осуществлена закупка малораспространенного в мире венгерского ПЭТа за 4,9 млн долл., а также компьютерного томографа Aquilion ONE 640 за 4 млн долл. Последний являлся ультра-современной моделью компании Toshiba, не требовавшейся для задач института, и закупленный на Украине на год раньше, чем подобное устройство смогли позволить себе в США Результаты расследований сообщали, что прибор закуплен по завышеной цене, однако представлял собой младшую модель устройства, доделанную затем в одной из частных мастерских Израиля. Оба томографа так и не введены в эксплуатацию и хранятся в подвалах Института. Из-за несоблюдения норм хранения возможность функционирования приборов подвергается сомнению. В прессе упоминается, что потребность замять обстоятельства закупки томографов было основной причиной для выдвижения В. Лазоришинца на пост директора института Амосова со стороны руководства Национальной академии медицинских наук.

### Частный бизнес на территории Института им. Амосова
Семья Василия Лазоришинца владеет частной клиникой, аптекой и столовой на территории Института Амосова.
«Клиника новых технологий» основана в 1997 году. Среди соучредителей — Татьяна Лазоришинец, жена Василия Лазоришинца. Занимает целый этаж, договора на аренду помещений с Институтом им. Амосова нет.
Ежегодно зарабатывает более 7 млн гривен, предоставляя те же услуги, что и Институт.
На камеру журналиста «Наші гроші» В. Лазоришинец причастность своей жены к этой клинике отрицает.
На территории Института им. Амосова есть частные аптеки: аптека «ЮМЕД», и «Аптека 58».
Аптеку «ЮМЕД» основал центр «Дитя и сердце», соучредителем этой компании до недавнего времени был Василий Лазоришинец. Сейчас его долю получила Леся Васильевна Шульга, в девичестве — Леся Лазоришинец.
С помощью этих аптек Институт ежегодно закупает медицинских препаратов на сумму более 50 млн грн в год. В качестве прибыли по этим операциям аптеки получают до 20 % от этой суммы.
Столовая на территории Института им. Амосова принадлежит компании «ЮМЕД». Директор столовой — Валентина Мажуга, руководитель «ЮМЕД» и фирмы «Ярослава», соучредителем которой является жена Василия — Татьяна Лазоришинец.

### Исчезновение предоплаты по лекарствам
В связи с потребностью провести тендеры в экстремально короткие сроки при и. о. министра В. Лазоришинце были проведены закупки на условиях 100 % предоплаты Минздрава и полугодичной отсрочки поставщиков лекарств. В результате выигравшая тендер на 226 млн компания-посредник «Вектор-Фарма» сменила собственников и руководство, а затем объявила о своей ликвидации перед самой датой поставки препаратов для ВИЧ-инфицированных пациентов. Прежде «Вектор-Фарма» уже срывала сроки поставок Минздраву и несла за это ответственность. В своём выступлении в Верховной Раде министр грузинского происхождения Александр Квиташвили прямо заявил об ответственности предыдущего главы МОЗ за проведение закупок, повлекших эту проблему.

### «Австрийские кредиты»-2009 и 2014
В. Лазоришинец был причастен к двум скандальным кредитам 2009 года под гарантии госбюджета: австрийскому на 100 млн. евро на закупку машин скорой помощи и американскому на 100 млн долларов на медоборудование. Документы подписывал Зиновий Мытнык, но многие журналисты-расследователи приписывают в организации проекта ведущую роль со стороны Минздрава В. Лазоришинцу. и со стороны организаторов тендеров — Н. Кузьме. Также отчет американских аудиторов с привлечением Глав КРУ показал, что все представители правительства знали о готовящихся нарушениях, которые повлекли штрафы и начисленные налоговые обязательства.
В результате тендеров на деньги кредита у австрийской компании Vamed Engeneering было приобретено по завышенным ценам медицинское оборудование, 79,4 % которого спустя 2 года не использовалось согласно результатам внеплановой проверки ГлавКРУ. Купленные для программы «Сельская медицина» автомобили «Опель Комбо», предназначавшиеся для скорой помощи, оказались неспособными использоваться по назначению. Транспортные инкубаторы для новорожденных оказались не соответствующими. Разрешавшие их использование клинические исследования оказались подделаны, а ответственный в ходе суда был одновременно осуждён и амнистирован судьей, отданным позднее Верховной Радой под суд за коррупцию.
После прихода к власти президента Януковича было возбуждено уголовное дело по факту злоупотребления служебным положением, в котором фигурировала Юлия Тимошенко. Отсутствие ответственности для руководителей Минздрава журналисты-расследователи посчитали необоснованным. На данный момент продолжаются судебные споры закупщика ГП «Укрмедпостач» с поставщиком «Вамед Инжиниринг» по поводу возврата транспортных инкубаторов, и с Минздравом — по поводу оплаты налоговых обязательств и штрафных санкций за ввоз автомобилей, не оказавшихся санитарными. На покрытие таких дополнительных выплат правительством выделяются средства в счёт уменьшения бюджетных назначений МОЗ, предназначенных для оплаты лечения лиц с гипертонической болезнью. Государственные обязательства по кредиту ГП «Укрпмедпостач» также назывались одной из причин возможного дефолта Украины.
В 2014 году, во время исполнения обязанностей министра В. Лазоришинцем произошла вторая попытка реализации проекта. В качестве кредитора выступал немецкий банк при посредничестве того же «Укрэксимбанка». Закупщиком предполагался ГУО «Политехмед». Фигурировшая сумма закупки — 1 млрд грн. Журналисты-расследователи обнаружили множество свидетельств общего авторства обоих пакетов проектной документации.

## Личная жизнь
Женат, воспитывает двух дочек. Младшая, Катерина, студентка факультета журналистики Лондонского университета, стажируется в Голливуде, пишет прозу и стихи на английском языке.
На досуге В. Лазоришинец увлекается спортом — футболом и большим теннисом, с начала сезона — идет на охоту.